# Warren Norris
Warren Norris (St. John's, Newfoundland and Labrador, 19. rujna 1974.) kanadski je profesionalni hokejaš na ledu. Lijevoruki je napadač i igra na poziciji centra. 

## Karijera

### Početci
Norris je amaterski dio karijere odradio studirajući i igrajući hokej za sveučilišnu ekipu Massachusettsa u Amherstu, Massachusetts. Svoju profesionalnu karijeru započeo u sezoni 1996./97. igrajući u AHL-u za St. John's Maple Leafs. Ondje je ostao i sljedeće sezone, prije nego što se pridružio Grand Rapids Griffins u IHL-u (International Hockey League). U IHL-u je ostao do sezone 1999./00. kada dolazi u Sheffield Steelers u britanskoj ISL ligi. Sa Steelersima je osvojio sve domaće trofeje. Kratko u sezoni 2002./03. odlazi u Slovan Bartislavu, prije nego se vratio u Sheffield i pomogao klubu osvojit dva nova trofeja. 

### EBEL liga
U sezoni 2003./04. odlazi u Graz 99ers koji nastupa u austrijskoj EBEL ligi. Tri sezone u 99ersima bile su dovoljne da postane vodeći klupski strijelac, dok je u sezoni 2004./05. bio najbolji strijelac EBEL-a. Tijekom 2005./06. napustio je Graz i otišao u švicarski HC Lugano. Odigravši samo jednu utakmicu u Švicarskoj, Norris je potražio novi klub. Ugovor je potpisao za višestrukog austrijskog prvaka EC KAC. Krajem travnja 2009. napustio je KAC i potpisao za bivši klub Graz 99ers.

## Vanjske poveznice
- Profil na The Internet Hockey Database
- Profil na European Hockey.Net